# 波戈 (馬里)
波戈（法語：Pogo），是馬里的城鎮，位於該國中部，由塞古區的尼奧諾省負責管轄，面積555平方公里，海拔高度279米，2009年人口16,308，人口密度每平方公里29.38人。